# Cornelis Melyn
Cornelis Melyn (1600-c. 1662) fue uno de los primeros colonos holandeses en Nuevos Países Bajos y Patroon de Staten Island. Fue presidente del consejo de Ocho Hombres, que fue parte de los primeros pasos hacia la democracia representativa en la colonia holandesa.

## Primeros años de vida
Cornelis Melyn nació en Amberes, entonces parte de los Países Bajos españoles, donde fue bautizado en la iglesia de St. Walburga el 17 de septiembre de 1600, hijo de Andries y Maria (Gheudinx-Botens) Melyn, y nieto de Lambrecht Melyn, del mismo lugar. Ambos padres de Cornelis murieron en 1606. Se le nombraron dos tutores, Jacques Melyn y Hans Salomons, y fue llevado a la familia de su medio hermano Abraham Melyn para que lo criara. Cuando tenía unos doce años, Cornelis fue aprendiz de sastre.
Cuando Melyn tenía unos 18 años, el sacerdote de la iglesia St. Walburga le entregó un certificado de bautismo y un certificado de buena conducta. Es posible que dejara Amberes en este momento para Ámsterdam, donde se casó con Janneken Adriaens en 1627. Su certificado de matrimonio indica que ambos residen en Ámsterdam. En ese momento, Melyn había cambiado su ocupación, figurando en este certificado como un " parecedor ", un "vestidor de cueros más finos y suaves".

## Migración a Nueva Ámsterdam
Cornelis Melyn hizo al menos un viaje al Nuevo Mundo antes de decidir establecerse allí, como supercargo a bordo del barco Het Wapen van Noorwegen (Las Armas de Noruega) de la Compañía Neerlandesa de las Indias Occidentales en 1638. Después de regresar a los Países Bajos, solicitó el patrocinio de Staten Island, que se le concedió el 3 de julio de 1640. Poco después zarpó, posiblemente en el Engel Gabriel (Ángel Gabriel), rumbo a Nueva Holanda. Pero el barco fue capturado por un asaltante de Dunkerque el 13 de agosto de 1640 y Melyn se vio obligada a regresar a los Países Bajos.
Melyn navegó una vez más a Nueva Ámsterdam el 17 de mayo de 1641 a bordo del barco Den Eyckenboom (El roble) con un nuevo grupo de colonos, incluidos su esposa e hijos. También estaba a bordo Adriaen van der Donck, quien algún día sería un aliado político de Melyn y otra víctima de la persecución del director general Peter Stuyvesant. Poco después de la llegada de The Oak Tree a New Amsterdam, Cornelis Melyn y su grupo de 41 personas estaban trabajando para establecer una nueva colonia en Staten Island. El 19 de junio de 1642, Melyn recibió del director general Willem Kieft su patente para todo Staten Island excepto una granja que ya había sido asignada a David Pietersen de Vries.

## Liderazgo
En noviembre de 1643, durante el sangriento conflicto con las tribus vecinas lenape que se conoció como la Guerra de Kieft, Melyn y sus colonos se vieron obligados a abandonar Staten Island. Según su propia declaración, "me vi obligado a huir para salvar mi vida y residir con mi esposa e hijos en Menatans hasta el año 1647".
En 1644, habiendo sido destruida su plantación, Cornelis Melyn compró tres lotes adyacentes cerca del fuerte holandés en el bajo Manhattan, a lo largo del East River, cerca de la intersección de las actuales calles Broad y Pearl. Se instaló allí con su familia durante los siguientes tres años. Mientras la colonia holandesa se sumía en el caos y algunos colonos expresaron su indignación por lo que consideraban la ineptitud de Kieft, el director general trató de aplacar a sus críticos nombrando un consejo de ocho hombres, con Cornelis Melyn como presidente, para ayudarlo a gobernar la colonia. Este organismo, que se suponía que representaba al pueblo de Nueva Amsterdam, fue uno de los primeros pasos hacia la democracia representativa en esa colonia. Sin embargo, la oposición de los colonos a Kieft continuó y el consejo exigió su remoción en una carta transmitida a los Estados Generales de los Países Bajos en octubre de 1644.
A Melyn se le atribuye haber escrito Vertoogh van Nieu Nederland (Una historia de los nuevos Países Bajos), considerada una de las primeras descripciones de la vida en colonia y condena de las políticas de la Compañía de las Indias Occidentales Holandesas.

## Conflicto con Stuyvesant
En 1647, cuando Peter Stuyvesant llegó a Nueva Ámsterdam para reemplazar a Kieft como director general, Melyn y Jochem Pietersen Kuyter, actuando en nombre de los ciudadanos de Nueva Ámsterdam, presentaron cargos contra el gobernador saliente, exigiendo una investigación de su conducta mientras estuvo en el cargo.. Reconociendo el peligro de tales acciones para su propia administración, Stuyvesant se negó a considerar las demandas de Melyn y Kuyter e hizo que fueran juzgados por lesa majestad. El caso se decidió rápidamente en contra de los acusados, quienes fueron condenados al destierro de la colonia.
El 16 de agosto de 1647, Kuyter y Melyn embarcaron a bordo del Princess Amelia para apelar sus convicciones ante los Estados Generales. Su barco encalló frente a la costa de Gales, pero ambos sobrevivieron y pudieron presentar sus casos a principios de 1648. Los Estados Generales actuaron favorablemente sobre su apelación y emitieron un mandato judicial fechado el 28 de abril ordenando al director general Stuyvesant que compareciera en persona, oa través de su representante, para sustentar su sentencia contra ellos.
Cornelis Melyn regresó una vez más a Nueva Ámsterdam e hizo que se presentara la orden judicial a Stuyvesant el 8 de marzo de 1649, en una reunión dramática en la iglesia de Nueva Ámsterdam. Como Burton describe la confrontación:

Melyn apareció en esta reunión y exigió que la Carta de Sus Altísimas Majestades y el mandamus fueran leídos y explicados a la gente. En medio de una gran emoción, Melyn entregó el mandamus a Arnoldus van Hardenbergh para que lo leyera en voz alta. Stuyvesant, enfurecido, arrebató el mandamus de las manos de van Hardenbergh y, en medio de la confusión, el sello fue arrancado. Luego, Melyn le ofreció a Stuyvesant una copia del mandamus, después de lo cual algunos de los transeúntes indujeron a este último a devolver el original, que se leyó, incluida, por supuesto, la citación que ordenaba a Stuyvesant que compareciera sin demora en La Haya para defender el juicio. Stuyvesant respondió: "Honro a los Estados Generales y su comisión y obedeceré sus órdenes, y enviaré un agente para mantener el juicio tal como fue pronunciado legalmente". Melyn exigió una respuesta por escrito, pero ni Stuyvesant ni su secretario se la dieron.

Melyn regresó a los Países Bajos en agosto de 1649. El representante de Stuyvesant, Cornelis van Tienhoven, el Secretario de la Colonia, también procedió a bordo de un barco diferente. Aparentemente, el caso nunca llegó a una audiencia.
Melyn regresó en 1650 a bordo del Nieuw Nederlandsche Fortuyn (Nuevos Países Bajos's Fortune) para reanudar su intento de colonizar Staten Island, junto con un grupo de unas 70 personas. Su enemistad continuó con el director general Stuyvesant, quien lo hizo arrestar y encarcelar sin juicio ni audiencia en 1655. Durante el encarcelamiento de Melyn, hubo otro levantamiento indio conocido como la Guerra del melocotón que destruyó la colonia de Staten Island. Poco después de este desastre, Cornelis Melyn y su familia partieron hacia la colonia inglesa de New Haven, donde prestó juramento de lealtad a la Corona inglesa el 7 de abril de 1657. En 1659, acordó con la Compañía de las Indias Occidentales renunciar a su derecho de patrocinio de Staten Island.

## Muerte
No hay registro de la muerte de Cornelis Melyn, pero su nombre deja de aparecer en los registros de la colonia de New Haven después de 1663 y no se menciona en los registros de los matrimonios de sus dos hijas en New Haven el 25 de agosto de 1664. El papel de Melyn en la historia se reconoce en un mural en el Staten Island Borough Hall de Frederick Charles Stahr titulado Cornelius Melyn Trades With the Indians.